# NGC 4331
NGC 4331 (również PGC 40085 lub UGC 7449) – galaktyka nieregularna (Im), znajdująca się w gwiazdozbiorze Smoka. Odkrył ją William Herschel 12 grudnia 1797 roku.